# Концерт Кобзона (мем)

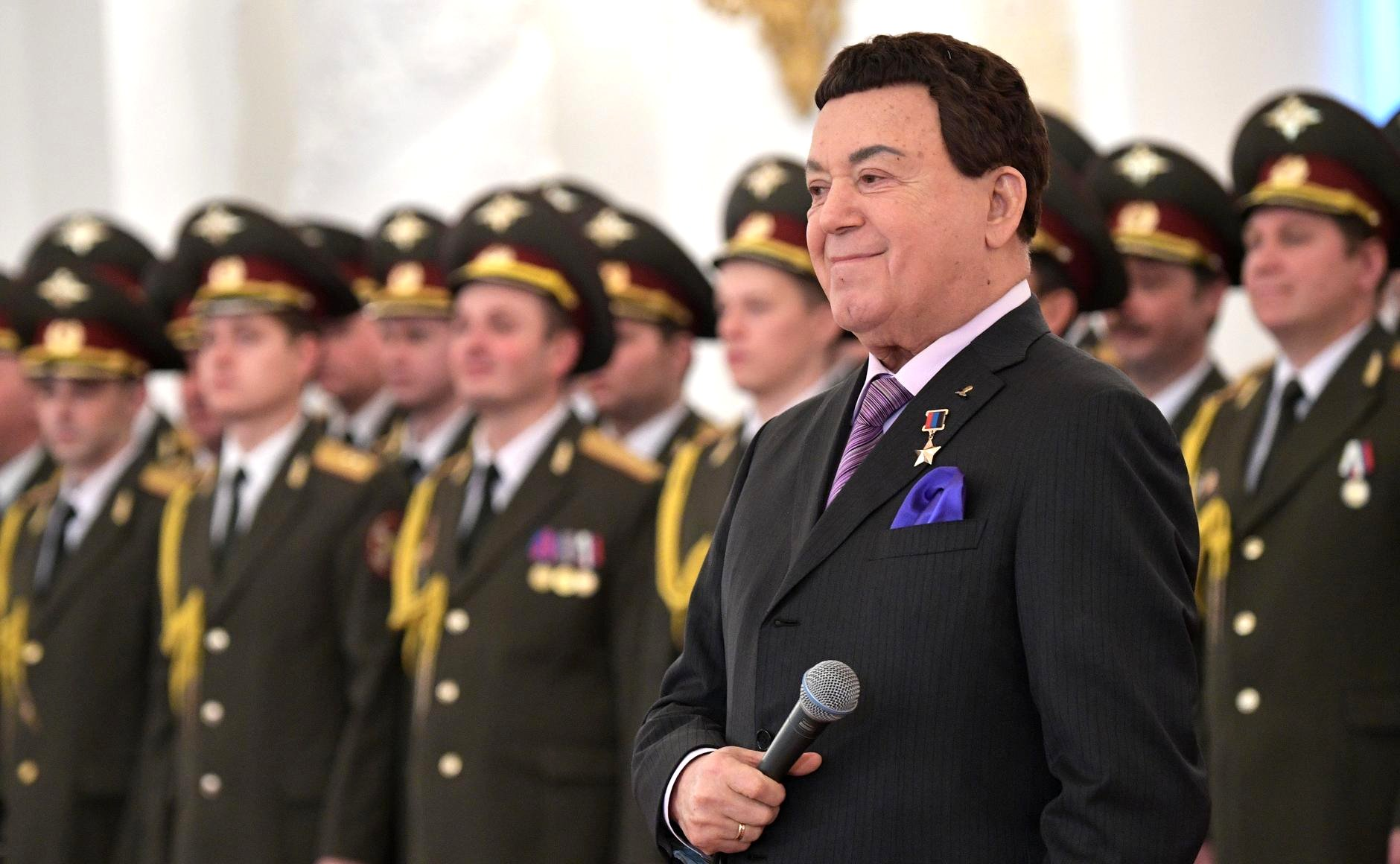
Йосип Кобзон співає для російських військових

Концерт Кобзона — український афоризм та евфемізм, ідіома до загибелі російських солдатів та інших рашистських діячів, тобто, їхнє символічне приєднання до покійного російського співака Йосипа Кобзона.

## Історія
Йосип Кобзон — радянський та російський естрадний співак українського походження, культовий для росіян, зокрема, завдяки виступам на 9 травня з піснею «День победы». Підтримував російську агресію проти України з 2014 року, відвідував ватажків так званої «ДНР» та давав концерти на окупованих територіях.
Крилатий вислів та відповідний мем виникли через кілька годин після вбивства ватажка «ДНР» Олександра Захарченка, яке сталось 31 серпня 2018 року на поминках Йосипа Кобзона, котрий помер попереднього дня. Тоді в українських соцмережах поширювалися жарти, що Захарченко відправився на «концерт Кобзона». Також були жарти про його «зустріч» із раніше вбитими бойовиками Гіві та Моторолою і спільний виступ із хором ансамблю Александрова, який загинув у повному складі 25 грудня 2016 року, коли летів вітати контингент РФ у Сирії з Новим роком.

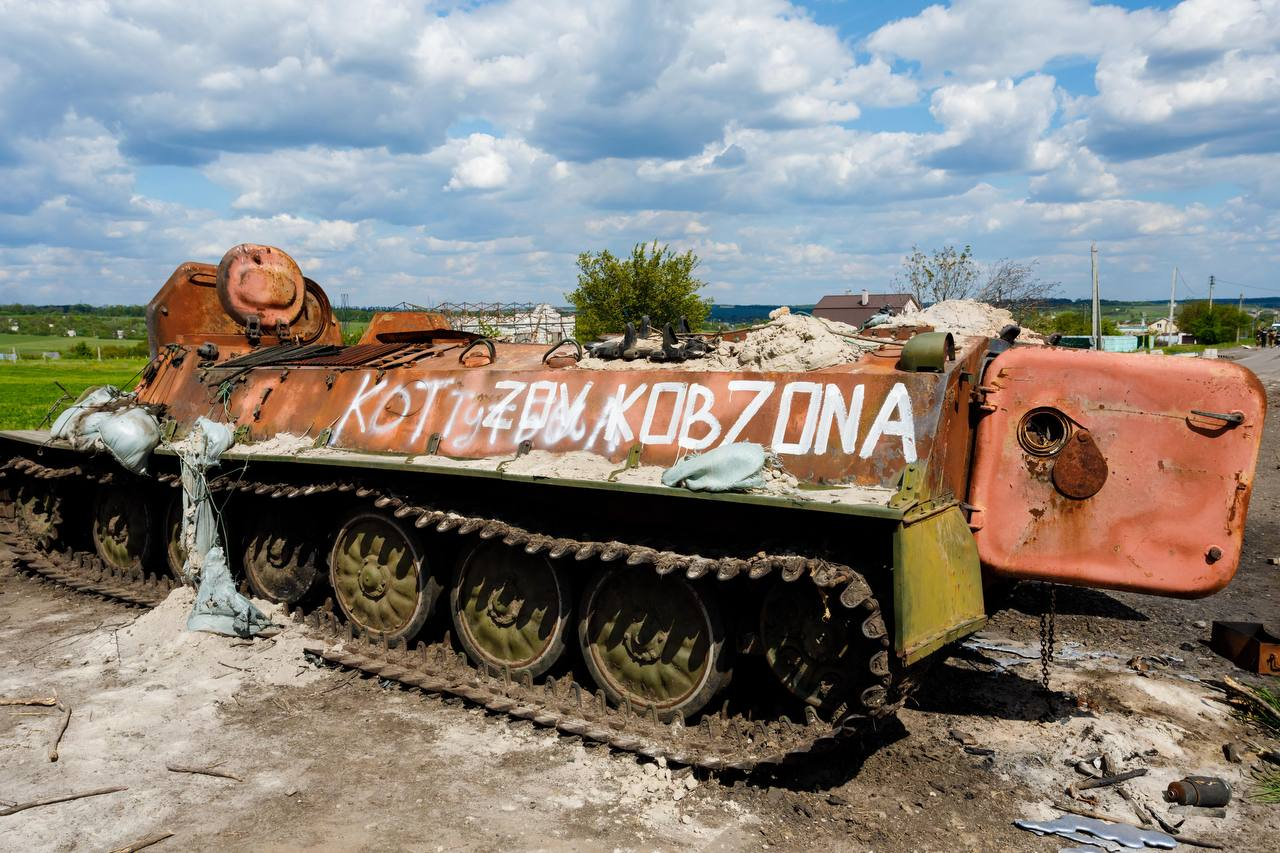
ZOV Kobzona

У серпні 2020 року українські волонтери запустили на повітряних кульках через лінію фронту на Донбасі «передачу» для бойовиків, до якої зокрема включили тисячі демотивуючих листівок та запрошення на «концерт памʼяті Кобзона». Окрім Кобзона, на листівці було зображено ліквідованих бойовиків, які «сидітимуть у перших рядах», зокрема колишнього ватажка «ДНР» Олександра Захарченка, Михайла Толстих (більш відомого як «Гіві») та Арсенія Павлова (більш відомого як «Моторола»).
З початком повномасштабного вторгнення 24 лютого 2022 року почав активно використовуватися в медіа та соцмережах на позначення військових втрат росіян:
- "Жадан і Собаки" написали пісню "4 роки без Кобзона" ще до його смерті, тому оригінальний меседж пісні підкреслював моральну застарілість його музики.[16]
- У травні 2022 року діджитал-агенція Isobar, Фонд Сергія Притули та квитковий оператор Concert.ua анонсували «пекельний концерт» Йосипа Кобзона й почали продавати квитки на нього, гроші з якого передавали на потреби ЗСУ[17][18]; було зібрано 79 тис. гривень[19].
- У жовтні 2022 року актори «Кварталу 95» та «Жіночого кварталу» провели благодійний гумористичний концерт, в одному з номерів якого показали «концерт Кобзона в пеклі».[20][21][22]